# Opilio lepidus
Opilio lepidus is een hooiwagen uit de familie echte hooiwagens (Phalangiidae).